# Distretto di Yandu
Il distretto di Yandu (盐都区S, Yándū QūP) è un distretto della Cina, situato nella provincia di Jiangsu e amministrato dalla prefettura di Yancheng.